# Quercus comptoniae
Quercus comptoniae är en bokväxtart som beskrevs av Charles Sprague Sargent. Quercus comptoniae ingår i släktet ekar, och familjen bokväxter. Inga underarter finns listade.